# 通津海水浴場
通津海水浴場（つづかいすいよくじょう）は、山口県岩国市南部の通津地区にあった海水浴場。通津美が浦公園内に所在していた。

## 概要
波が穏やかで遠浅の砂浜海岸だった。当海水浴場には、休憩所やシャワー室があった。

## 活況から閉鎖まで
1960 - 70年代の最盛期には市内近郊から多くの海水浴客が押し寄せた。なお、1991年は55,000人の利用者数を記録した。しかし、2005年に開設された「潮風公園みなとオアシスゆう」という海水浴場（当海水浴場から南へ5km）が開設された後は利用客が大きく減少し、2006年の利用者数は1,500人となった。
この海水浴場を運営する岩国市は経費削減のため、2007年の営業中止を決断し、この海水浴場は閉鎖された。なお、併設されたシャワールームは閉鎖後も数年間は使用することができた。

## アクセス
- 西日本旅客鉄道（JR西日本）山陽本線
  - 通津駅：国道188号を北上。車で約3分、徒歩約15分。駐車場あり。
  - 岩国駅：いわくにバスの長野尻・潮風公園線（81系統：浪の浦経由 潮風公園行き）で約30分。浪の浦停留所で下車し、徒歩約5分。

※岩国駅には岩徳線も乗り入れる。